# Rockwell-Collins
Rockwell Collins, Inc. var ett stort USA-baserat internationellt företag med huvudkontor i Cedar Rapids, Iowa, USA, som förser avionik och informationsteknologi system, lösningar och tjänster till myndigheter och flygplanstillverkare.
Företaget förvärvades av United Technologies Corporation den 27 november 2018, och är numera en del av Collins Aerospace, et dotterföretag till Raytheon Technologies.